# Lijst van ministers van Buitenlandse Zaken van Oostenrijk

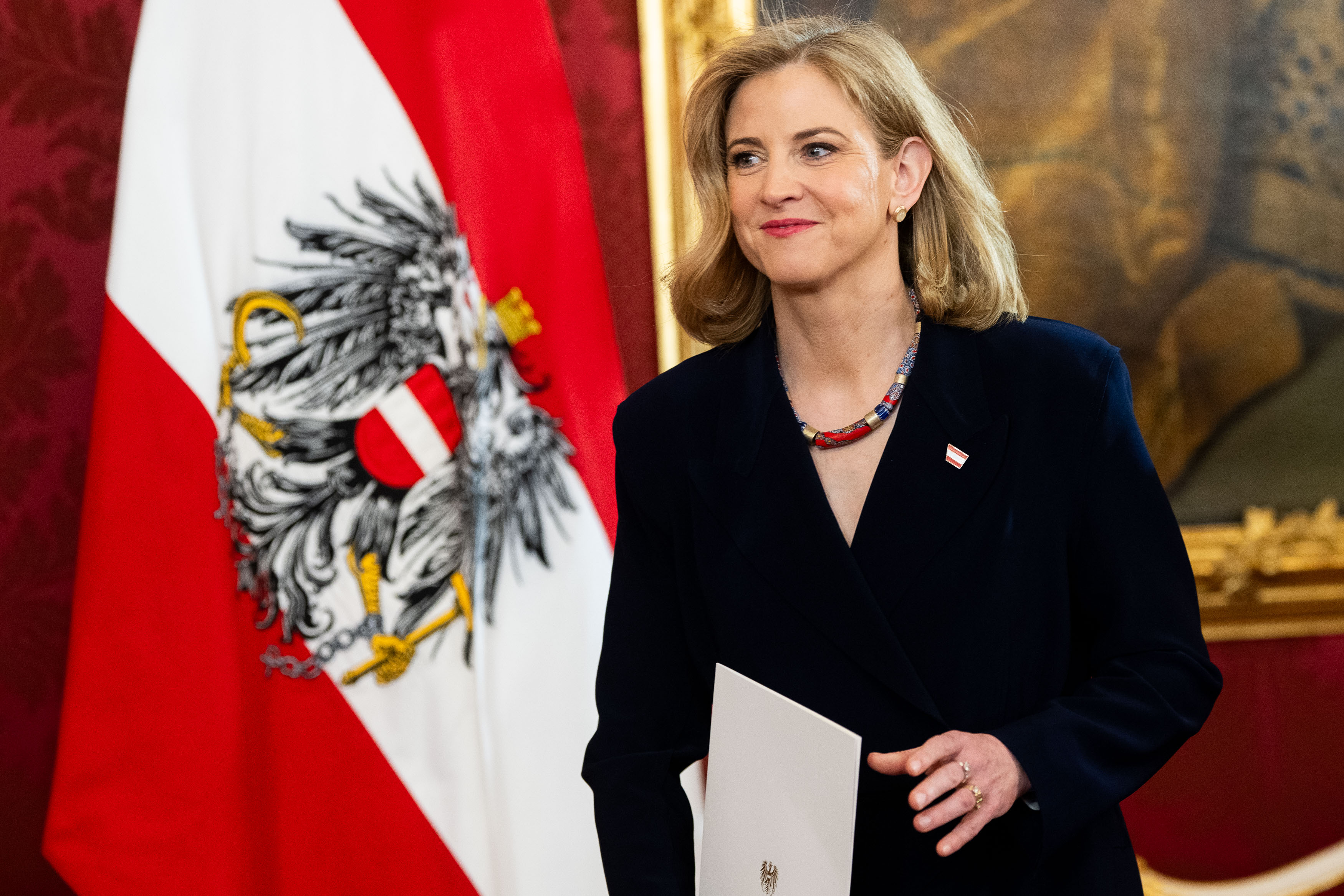
Beate Meinl-Reisinger,
de huidige minister van Buitenlandse Zaken

Deze pagina bevat de lijst van ministers van Buitenlandse Zaken van Oostenrijk. Oostenrijk werd in 1918 een nieuwe republiek, toen Oostenrijk-Hongarije ophield te bestaan.

## Historische naam
- 1918: Außenministerium
- 1920: Bundesministerium für Äußeres
- 1923: Auswärtige Angelegenheiten in das Bundeskanzleramt
- 1938-1945: ministerie opgeheven, Oostenrijk maakte na de Anschluss deel uit van het Derde Rijk
- 1945: Auswärtige Angelegenheiten in das Bundeskanzleramt
- 1959: Bundesministerium für auswärtige Angelegenheiten
- 2007: Bundesministerium für europäische und internationale Angelegenheiten
- 2014: Bundesministerium für Europa, Integration und Äußeres

## Ministers van Buitenlandse Zaken van Oostenrijk (1918–1938)
| #    | Naam                                 | Periode                               | Politieke partij |
| ---- | ------------------------------------ | ------------------------------------- | ---------------- |
| 1    | Victor Adler                         | 30 oktober 1918 - 11 november 1918    | SDAPÖ            |
| 2    | Otto Bauer                           | 21 november 1918 - 26 juli 1919       | SDAPÖ            |
| 3    | Karl Renner                          | 26 juli 1919 - 22 oktober 1920        | SDAPÖ            |
| 4    | Michael Mayr                         | 22 oktober 1920 - 21 juni 1921        | CSP              |
| 5    | Johann Schober                       | 21 juni 1921 - 26 januari 1922        | onafhankelijk    |
| 6    | Walter Breisky                       | 26 januari 1922 - 27 januari 1922     | CSP              |
| 7    | Leopold Hennet                       | 27 januari 1922 - 31 mei 1922         | onafhankelijk    |
| 8    | Alfred Grünberger                    | 31 mei 1922 - 20 november 1924        | CSP              |
| 9    | Heinrich Mataja                      | 20 november 1924 - 15 januari 1926    | CSP              |
| 10   | Rudolf Ramek                         | 15 januari 1926 - 20 oktober 1926     | CSP              |
| 11   | Ignaz Seipel                         | 20 oktober 1926 - 4 mei 1929          | CSP              |
| 12   | Ernst Streeruwitz                    | 4 mei 1929 - 26 september 1929        | CSP              |
| (5)  | Johann Schober                       | 26 september 1929 - 30 september 1929 | onafhankelijk    |
| (11) | Ignaz Seipel                         | 30 september 1929 - 4 december 1930   | CSP              |
| (5)  | Johann Schober                       | 4 december 1930 - 29 januari 1932     | CSP              |
| 13   | Karl Buresch                         | 29 januari 1932 - 20 mei 1932         | CSP              |
| 14   | Engelbert Dollfuss                   | 20 mei 1932 - 10 juli 1934            | CSP VF           |
| 15   | Stephan Tauschitz                    | 10 juli 1934 - 3 augustus 1934        | LB VF            |
| 16   | Egon Berger-Waldenegg                | 3 augustus 1934 - 14 mei 1936         | VF               |
| 17   | Kurt Schuschnigg                     | 14 mei 1936 - 11 juli 1936            | VF               |
| 18   | Guido Schmidt                        | 11 juli 1936 - 11 maart 1938          | VF               |
| 19   | Wilhelm Wolff                        | 11 maart 1938 - 13 maart 1938         | NSDAP            |
| –    | (Oostenrijk deel van het Derde Rijk) | 13 maart 1938 - 8 mei 1945            | –                |

## Ministers van Buitenlandse Zaken van Oostenrijk (1945–heden)
| Minister van Buitenlandse Zaken Außenminister | Minister van Buitenlandse Zaken Außenminister | Minister van Buitenlandse Zaken Außenminister | Ambtstermijn                    | Ambtstermijn             | Partij(en)                    | Bonds- kanselier(s)            | Kabinet(en)  |
| --------------------------------------------- | --------------------------------------------- | --------------------------------------------- | ------------------------------- | ------------------------ | ----------------------------- | ------------------------------ | ------------ |
|                                               |                                               | Karl Gruber (1909–1995)                       | 26 september 1945               | 26 november 1953         | ÖVP                           | Karl Renner (1945)             | Renner IV    |
| Leopold Figl (1945–1953)                      | Figl I                                        | Karl Gruber (1909–1995)                       | 26 september 1945               | 26 november 1953         | ÖVP                           |                                |              |
| Leopold Figl (1945–1953)                      | Figl II                                       | Karl Gruber (1909–1995)                       | 26 september 1945               | 26 november 1953         | ÖVP                           |                                |              |
| Leopold Figl (1945–1953)                      | Figl III                                      | Karl Gruber (1909–1995)                       | 26 september 1945               | 26 november 1953         | ÖVP                           |                                |              |
| Julius Raab (1953–1961)                       | Raab I                                        | Karl Gruber (1909–1995)                       | 26 september 1945               | 26 november 1953         | ÖVP                           |                                |              |
| Julius Raab (1953–1961)                       | Raab I                                        |                                               | Leopold Figl                    | Leopold Figl (1902–1965) | 26 november 1953              | 10 juni 1959                   | ÖVP          |
| Julius Raab (1953–1961)                       | ÖVP                                           | Raab II                                       | Leopold Figl                    | Leopold Figl (1902–1965) | 26 november 1953              | 10 juni 1959                   |              |
| Julius Raab (1953–1961)                       |                                               | Bruno Kreisky                                 | Bruno Kreisky (1911–1990)       | 10 juni 1959             | 20 april 1966                 | SPÖ                            | Raab III     |
| Julius Raab (1953–1961)                       | Raab IV                                       | Bruno Kreisky                                 | Bruno Kreisky (1911–1990)       | 10 juni 1959             | 20 april 1966                 | SPÖ                            |              |
| Alfons Gorbach (1961–1964)                    | Gorbach I                                     | Bruno Kreisky                                 | Bruno Kreisky (1911–1990)       | 10 juni 1959             | 20 april 1966                 | SPÖ                            |              |
| Alfons Gorbach (1961–1964)                    | Gorbach II                                    | Bruno Kreisky                                 | Bruno Kreisky (1911–1990)       | 10 juni 1959             | 20 april 1966                 | SPÖ                            |              |
| Josef Klaus (1964–1970)                       | Klaus I                                       | Bruno Kreisky                                 | Bruno Kreisky (1911–1990)       | 10 juni 1959             | 20 april 1966                 | SPÖ                            |              |
| Josef Klaus (1964–1970)                       |                                               | Lujo Tončić-Sorinj                            | Lujo Tončić- Sorinj (1915–2005) | 20 april 1966            | 20 januari 1968               | ÖVP                            | Klaus II     |
| Josef Klaus (1964–1970)                       |                                               | Kurt Waldheim                                 | Kurt Waldheim (1918–2007)       | 20 januari 1968          | 20 april 1970                 | ÖVP                            | Klaus II     |
|                                               | Rudolf Kirchschläger                          | Rudolf Kirchschläger (1915–2000)              | 20 april 1970                   | 24 juni 1974             | O                             | Bruno Kreisky (1970–1983)      | Kreisky I    |
| Kreisky II                                    | Rudolf Kirchschläger                          | Rudolf Kirchschläger (1915–2000)              | 20 april 1970                   | 24 juni 1974             | O                             | Bruno Kreisky (1970–1983)      |              |
|                                               |                                               | Erich Bielka (1908–1992)                      | 24 juni 1974                    | 30 september 1976        | O                             | Bruno Kreisky (1970–1983)      |              |
| O                                             | Kreisky III                                   | Erich Bielka (1908–1992)                      | 24 juni 1974                    | 30 september 1976        |                               | Bruno Kreisky (1970–1983)      |              |
|                                               | Kreisky III                                   | Willibald Pahr                                | Willibald Pahr (1930)           | 30 september 1976        | 23 mei 1983                   | Bruno Kreisky (1970–1983)      | O            |
| O                                             | Kreisky IV                                    | Willibald Pahr                                | Willibald Pahr (1930)           | 30 september 1976        | 23 mei 1983                   | Bruno Kreisky (1970–1983)      |              |
|                                               |                                               | Erwin Lanc (1930)                             | 23 mei 1986                     | 10 september 1984        | SPÖ                           | Fred Sinowatz (1983–1986)      | Sinowatz     |
|                                               | Leopold Gratz                                 | Leopold Gratz (1929–2006)                     | 10 september 1984               | 16 juni 1986             | SPÖ                           | Fred Sinowatz (1983–1986)      | Sinowatz     |
|                                               |                                               | Peter Jankovitsj (1933)                       | 16 juni 1986                    | 20 januari 1987          | SPÖ                           | Franz Vranitzky (1986–1997)    | Vranitzky I  |
|                                               | Alois Mock                                    | Alois Mock (1934–2017)                        | 20 januari 1987                 | 5 mei 1995               | ÖVP                           | Franz Vranitzky (1986–1997)    | Vranitzky II |
| Vranitzky III                                 | Alois Mock                                    | Alois Mock (1934–2017)                        | 20 januari 1987                 | 5 mei 1995               | ÖVP                           | Franz Vranitzky (1986–1997)    |              |
| Vranitzky IV                                  | Alois Mock                                    | Alois Mock (1934–2017)                        | 20 januari 1987                 | 5 mei 1995               | ÖVP                           | Franz Vranitzky (1986–1997)    |              |
|                                               | Wolfgang Schüssel                             | Wolfgang Schüssel (1945)                      | 5 mei 1995                      | 4 februari 2000          | ÖVP                           | Franz Vranitzky (1986–1997)    |              |
| ÖVP                                           | Wolfgang Schüssel                             | Wolfgang Schüssel (1945)                      | 5 mei 1995                      | 4 februari 2000          | Vranitzky V                   | Franz Vranitzky (1986–1997)    |              |
| ÖVP                                           | Wolfgang Schüssel                             | Wolfgang Schüssel (1945)                      | 5 mei 1995                      | 4 februari 2000          | Viktor Klima (1997–2000)      | Klima                          |              |
|                                               | Benita Ferrero-Waldner                        | Benita Ferrero- Waldner (1948)                | 4 februari 2000                 | 20 oktober 2004          | ÖVP                           | Wolfgang Schüssel (2000–2007)  | Schüssel I   |
| Schüssel II                                   | Benita Ferrero-Waldner                        | Benita Ferrero- Waldner (1948)                | 4 februari 2000                 | 20 oktober 2004          | ÖVP                           | Wolfgang Schüssel (2000–2007)  |              |
|                                               | Ursula Plassnik                               | Ursula Plassnik (1956)                        | 20 oktober 2004                 | 2 december 2008          | ÖVP                           | Wolfgang Schüssel (2000–2007)  |              |
| ÖVP                                           | Ursula Plassnik                               | Ursula Plassnik (1956)                        | 20 oktober 2004                 | 2 december 2008          | Alfred Gusenbauer (2007–2008) | Gusenbauer                     |              |
|                                               | Michael Spindelegger                          | Michael Spindelegger (1959)                   | 2 december 2008                 | 16 december 2013         | ÖVP                           | Werner Faymann (2008–2016)     | Faymann I    |
|                                               | Sebastian Kurz                                | Sebastian Kurz (1986)                         | 16 december 2013                | 18 december 2017         | ÖVP                           | Werner Faymann (2008–2016)     | Faymann II   |
| Christian Kern (2016–2017)                    | Sebastian Kurz                                | Sebastian Kurz (1986)                         | 16 december 2013                | 18 december 2017         | ÖVP                           | Kern                           |              |
|                                               | Karin Kneissl                                 | Karin Kneissl (1965)                          | 18 december 2017                | 3 juni 2019              | O                             | Sebastian Kurz (2017–2019)     | Kurz I       |
|                                               | Alexander Schallenberg                        | Alexander Schallenberg (1969)                 | 3 juni 2019                     | 11 oktober 2021          | O (2019–20)                   | Brigitte Bierlein (2019–2020)  | Bierlein     |
|                                               | Alexander Schallenberg                        | Alexander Schallenberg (1969)                 | 3 juni 2019                     | 11 oktober 2021          | ÖVP (2020–21)                 | Sebastian Kurz (2020–2021)     | Kurz II      |
|                                               | Michael Linhart                               | Michael Linhart (1958)                        | 11 oktober 2021                 | 6 december 2021          | ÖVP                           | Alexander Schallenberg (2021)  | Schallenberg |
|                                               | Alexander Schallenberg                        | Alexander Schallenberg (1969)                 | 6 december 2021                 | 3 maart 2025             | ÖVP                           | Karl Nehammer (2021–2025)      | Nehammer     |
|                                               | Beate Meinl-Reisinger                         | Beate Meinl- Reisinger (1978)                 | 3 maart 2025                    | heden                    | NEOS                          | Christian Stocker (2025–heden) | Stocker      |